# Anairetes fernandezianus
El cachudito de Juan Fernández (Anairetes fernandezianus) es una especie de ave paseriforme de la familia Tyrannidae, perteneciente al género Anairetes. Es endémico del archipiélago Juan Fernández, en Chile.

## Distribución y hábitat
Se encuentra únicamente en la isla Robinson Crusoe, en el archipiélago Juan Fernández, Chile, en el Océano Pacífico. Es común en todos los hábitats boscosos de la isla, hasta los 900 m de altitud. Prefiere los bosques nativos, tales como luma (Nothomyrica fernandeziana), aunque se adapta bien a otros ambientes, inclusive jardines y parques.

## Estado de conservación
El cachudito de Juan Fernández ha sido calificado como casi amenazado por la Unión Internacional para la Conservación de la Naturaleza (IUCN) debido a su zona extremadamente pequeña y en una única isla. Aunque su población, estimada en 5000 individuos a mediados de los años 1980, actualmente se piensa ser estable, es susceptible a eventos catastróficos, impactos humanos e invasión de especies depredadoras exóticas introducidas tales como coatíes (Nasua), ratones (Rattus) y gatos domésticos.

## Sistemática

### Descripción original
La especie A. fernandezianus fue descrita por primera vez por el naturalista germano – chileno Rodolfo Amando Philippi en 1857 bajo el nombre científico Culicivora fernandeziana; su localidad tipo es: «Juan Fernández, Chile».

### Etimología
El nombre genérico masculino «Anairetes» deriva del griego «αναιρετης anairetēs» que significa ‘destructor’ (p. ej. tirano); y el nombre de la especie «fernandezianus» se refiere a la localidad tipo de la especie.

### Taxonomía
Anteriormente fue colocado en un género Spizitornis porque se pensaba que Anairetes estaba pre-ocupado. Los análisis moleculares indican que la presente especie es hermana de Anairetes parulus y que el par formado por ambas es hermano de A. flavirostris. Es monotípica.